# Rudy Decelière
Rudy Decelière, né en 1979 à Tassin-la-Demi-Lune, est un artiste franco-suisse. Il vit et travaille à Genève. Son travail dans le domaine de l'art sonore se manifeste sous forme d'installations, souvent en lien avec des espaces architecturaux ou des paysages naturels. Ses travaux invitent souvent à une "immersion sensorielle". En se servant d'une technologie "quasi-invisible" il produit des "trompe-l'oreille" qui étonnent les sens.

## Formation
- 2003 : Diplôme de l’École supérieure des Beaux-arts, Genève.

## Œuvres marquantes

### L’accalmie des paradoxes(2020)
L’accalmie des paradoxes, exposition du 15 février au 4 juillet 2020, Ferme-Asile Sion. Cette exposition personnelle présente trois installations "inspirées des sons et des mouvements de la nature". L'installation sonore Non-Dit, est constituée de 500 petits électro-aimants placés sous le plancher de l'espace, qui tapotent le bois et "produisent un son intrigant qui semble alors surgir de nulle part". 

### Vague image(2015)
Vague image, installation créée en 2015 sur la façade d'une école à Lausanne (École professionnelle commerciale de Lausanne, site de la Vallée de la Jeunesse). Plus de 13'000 haut-parleurs "diffusent en continu le son du ruissellement de l’eau", évoquant la rivière qui s’écoule sous le bâtiment (à la suite du comblement de la rivière du Flon lors de l’exposition nationale de 1964).

### Allotopies I, II & III, Abbatiale de Bellelay (2012)
Installation dans l'Abbatiale de Bellelay. La journaliste Florence Grivel décrit cette installation comme "une pluie de plus de mille graines de monnaie du pape" qui "distillait comme la respiration d'un essaim de grillons dormants".

### Ces quelques fleurs(2007)
Ces quelques fleurs, œuvre créée en 2007 à la salle Crosnier de Genève. L'installation se présente comme un "tissage végétal monumental", alliant des feuilles de lierre à des fils de cuivre disposés verticalement. Selon la journaliste Sylvie Lambelet, sous l'effet des vibrations, "le mur devient sonore et vivant".

## Expositions personnelles (sélection)
- 2020 : L’accalmie des paradoxes, Ferme-Asile Sion
- 2013 : Proximité réduite, Musée Jenisch Vevey[5]
- 2012 : Allotopies I, II & III, Abbatiale de Bellelay
- 2009 : Galerie Ex-Machina, Genève
- 2009 : Apppart, Locarno
- 2007 : Ces quelques fleurs, Palais de l’Athénée, Salle Crosnier, Genève
- 2006 : 110.21 Hz, un paysage, Forde, Genève
- 2005 : Installation dans les abris, Arsenic, Lausanne

## Expositions collectives (sélection)
- 2014 : installation Un Jardin à Saint-François dans l’église Saint-François composée de 200 feuilles de magnolia flottant au-dessus du sol, dans le cadre de Lausanne Jardins 2014[6],[7]
- 2011 : Bex & Arts, Bex
- 2009 : Sot-l’y-laisse, FMAC, Genève
- 2009 : Mille mètres sur terre, Festival Jardins Musicaux, Cernier
- 2008 : Firmament, Bex & Arts, Bex
- 2007 : Ces quelques fleurs, Unter 30 V, Centre PasquArt, Bienne

## Publications
- Rudy Decelière, Espaces compris, La Baconnière, 2014,  (ISBN 978-2940462155)
- Julie Enckell Julliard, Rudy Decelière, Collection Cahier d'artistes 2010, Edizioni Periferia,  (ISBN 978-3907474754)

## Prix et résidences artistiques
- 2016 : résidence EPFL “Artist on the Campus”[8]
- 2014 : résidence Collide@CERN, remportée en duo par Rudy Decelière & Vincent Hänni
- 2013 : Prix de la Fondation Irène Reymond
- 2009 : Prix Kiefer Hablitzel, Basel
- 2007 : Prix Gertrud Hirzel, Genève
- 2007 : Prix Kiefer Hablitzel, Basel
- 2004 : Prix Kiefer Hablitzel, Basel
- 2003 : Prix FCAC Diplômant ESBA, Genève